# وسام ألكسندر نيفسكي
وسام ألكسندر نيفسكي (بالروسية: орден Александра Невского)‏ هو وسام استحقاق صادر عن الاتحاد الروسي على شرف القديس ألكسندر نيفسكي (1220-1263) ويُمنح لموظفي الخدمة المدنية لمدة عشرين عامًا أو أكثر من الخدمة الجديرة بالتقدير. أُقِرَّ في الأصل من قبل الاتحاد السوفيتي كشرف عسكري خلال الحرب العالمية الثانية، وبشكل أكثر دقة بموجب مرسوم صادر عن هيئة رئاسة مجلس السوفيت الأعلى لاتحاد الجمهوريات الاشتراكية السوفياتية في 7 يوليو 1942. عُدِّل نظامه الأساسي بموجب مرسوم صادر عن هيئة رئاسة مجلس السوفيات الأعلى لاتحاد الجمهوريات الاشتراكية السوفياتية في 26 فبراير 1947. وهو يحمل اسمًا مشابهًا للوسام الإمبراطوري للقديس ألكسندر نيفسكي الذي أقرَّته الإمبراطورة كاثرين الأولى في روسيا عام 1725، واستمر منحه من قبل رؤساء آل رومانوف بعد الثورة الروسية عام 1917. أعاد الاتحاد السوفياتي وسام ألكسندر نيفسكي من دون كلمتي «إمبراطوري» و «سانت» لمنح ضباط الجيش لشجاعتهم الشخصية وقيادتهم الحازمة. احتفظ الاتحاد الروسي الجديد بهذا الأمر بعد حل الاتحاد السوفيتي بموجب قرار مجلس السوفيات الأعلى للاتحاد الروسي 2557-I الصادر في 20 مارس 1992 ولكن لم يُمنَح مطلقًا. أعاد المرسوم رقم 1099 الصادر في 7 سبتمبر 2010 الصادر عن رئيس الاتحاد الروسي تصميم شارة الوسام أقرب إلى النموذج الإمبراطوري لما قبل عام 1917 وعدّل النظام الأساسي للوسام مما جعله جائزة مدنية بحتة.

## تشريع وسام الاتحاد السوفيتي والاتحاد الروسي المبكر
مُنح وسام ألكسندر نيفسكي لقادة الجيش الأحمر الذين أظهروا شجاعتهم الشخصية في القتال من أجل بلادهم في الحرب العالمية الثانية، للشجاعة والقيادة الماهرة التي ضمنت نجاح العملية.
مُنح وسام ألكسندر نيفسكي بفئة واحدة بمرسوم صادر عن هيئة رئاسة مجلس السوفيات الأعلى لاتحاد الجمهوريات الاشتراكية السوفياتية لقادة الفرق واللواء والفوج والكتائب والسرايا والفصيلة من أجل:
- المبادرة بشن هجوم مفاجئ وجريء وسريع على العدو مُلحقًا أضرارًا جسيمة بأقل قدر من الخسائر.
- القيادة المستمرة والواضحة في تنسيق الأسلحة أثناء تنفيذ المهمة مما يؤدي إلى التدمير الكامل أو شبه الكامل لقوات العدو المتفوقة عدديًا.
- التشبع السريع لمدفعية العدو المتفوقة عدديًا أو تدمير مواقع المدفعية التي كانت تمنع تقدم الوحدات، أو تدمير مخبأ أو تحصينات، أو لصد هجوم كبير لدروع العدو تسبب في أضرار جسيمة أثناء قيادة وحدة أو بطارية مدفعية.
- إكمال العمليات القتالية بنجاح والتي تسببت في أضرار جسيمة للعدو دون خسارة أثناء قيادة وحدة مدرعة أو وحدة فرعية.
- تنفيذ سلسلة من المهام القتالية بنجاح، وإلحاق أضرار جسيمة بالقوى البشرية والمعدات للعدو دون خسارة أثناء قيادة وحدة طيران أو وحدة فرعية.
- الإجراءات والمبادرة السريعة التي تؤدي إلى الاستيلاء على تحصينات العدو أو تدميرها لمساعدة القوات الصديقة على التقدم للأمام أثناء الهجوم.
- التنظيم المنهجي للاتصالات الواضحة وفي الوقت المناسب للحد بشكل كبير من الخسائر، وضمان نجاح العمليات القتالية الرئيسية.
- تنفيذ سريع وقادر للعمليات البرمائية بأقل قدر من الخسائر، مما تسبب في أضرار جسيمة للعدو وضمن نجاح المهمة الشاملة.

ارتُدي وسام ألكسندر نيفسكي السوفياتي على الجانب الأيمن من الصدر وفي حالة وجود أوسمة أخرى من الاتحاد السوفياتي وُضِعَ بعد وسام بوجدان خميلنيتسكي من الدرجة الثالثة. ارتُدي وسام الاتحاد الروسي المبكر لألكسندر نيفسكي أيضًا على الجانب الأيمن من الصدر وفي حالة وجود أوسمة أخرى وُضِع بعد وسام كوتوزوف من الدرجة الثانية.

## الوصف وسام الاتحاد السوفيتي والاتحاد الروسي المبكر
كان وسام ألكسندر نيفسكي السوفيتي والاتحاد الروسي المبكر عبارة عن نجمة فضية بعرض 50 مم ومينا حمراء عالية الياقوت ونجمة محدبة خماسية الرؤوس مثبتة على عشري مؤلف من أشعة متباعدة مصقولة. كان للنجم حواف مطلية بالذهب. في وسط النجمة توجد ميدالية مركزية تحمل الصورة البارزة اليسرى لخوذة ألكسندر نيفسكي ونقش على طول المحيط الأيسر والأيمن بأحرف بارزة (بالروسية: «АЛЕКСАНДР НЕВСКИЙ»). كانت الميدالية المركزية محاطة بإكليل من الغار المذهّب مقسم في قاعدته بدرع فضي يحمل المطرقة والمنجل، والدرع مُركب فوق سيف مذهّب ورمح وقوس وجعبة من السهام. تتقاطع قطعتان مذهبتان خلف الرصيعة المركزية، وتبرز شفراتهما المواجهة للخارج على جانبي الذراع العلوية للنجمة الخماسية وتمتد قليلاً إلى ما بعد الحافة الخارجية للعشر، وتكون قاعدتها مرئية داخل الذراعين السفليين للنجم.
عُلِّق النظام الأصلي بحلقة من خلال حلقة تعليق إلى جبل مستطيل سوفييتي مبكر مغطى بشريط متموج من الحرير الأحمر. غُيِّر هذا في عام 1943 إلى مسمار ملولب وصامولة على الجانب الخلفي.
استخدمت المتغيرات السوفيتية في الوسام شبه الممثل نيكولاي تشيركاسوف في دور ألكسندر نيفسكي من فيلم آيزنشتاين عام 1938، حيث لم تكن هناك صور معروفة لنيفسكي في حياته.
اختلف تصميم متغير الاتحاد الروسي المبكر للوسام عن البديل السوفيتي فقط في إلغاء المطرقة والمنجل من الدرع الفضي على الوجه.
| 1942–1943 | 1943–1991 | 1992–2010 | حتى تاريخ 2010 |
|           |           |           |                |

## مستلمو وسام ألكسندر نيفسكي للاتحاد السوفيتي (قائمة جزئية)
خلال الحرب العالمية الثانية مُنح الوسام لأكثر من 42000 جندي سوفيتي وتسع جنديات وحوالي 70 جنرالًا وضابطًا أجنبيًا وأكثر من 1470 وحدة عسكرية عرضوا الوسام على لافتاتهم، إجمالاً مُنِح 50585. ومن هؤلاء المستفيدين تسع نساء: سيرافيما أموسوفا ويفدوكيا بيرشانسكايا وجالينا لومانوفا وفالنتينا كرافشينكو ويفدوكيا نيكولينا وأولغا سانفيروفا وماريا سميرنوفا وفيرا تيخوميروفا وأولغا شولوخوفا.
- إيفان كوزيدوب
- أميت خان سلطان
- هازي أصلانوف
- أندريه فيتروك
- دون بينيت[7]
- تسايسار كونيكوف
- بافيل كوتاخوف
- ميخائيل مشيرياكوف
- ليونيد بيكوفيتس
- فيتالي بوبكوف
- جورجي زاخاروف
- بيير بوياد
- ألكسندر ألتونين

## المستلمون البارزون

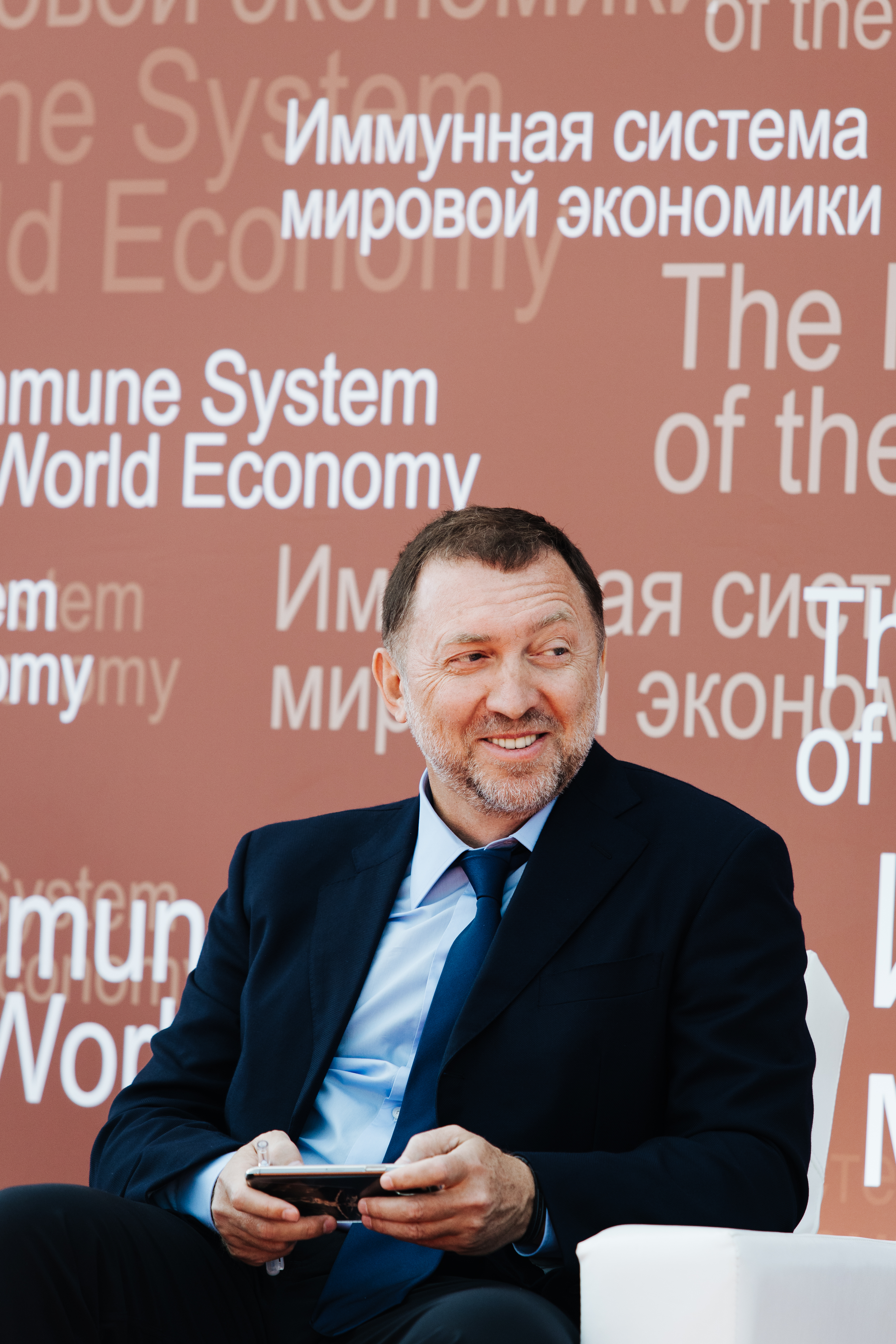
أوليغ ديريباسكا، رجل أعمال.
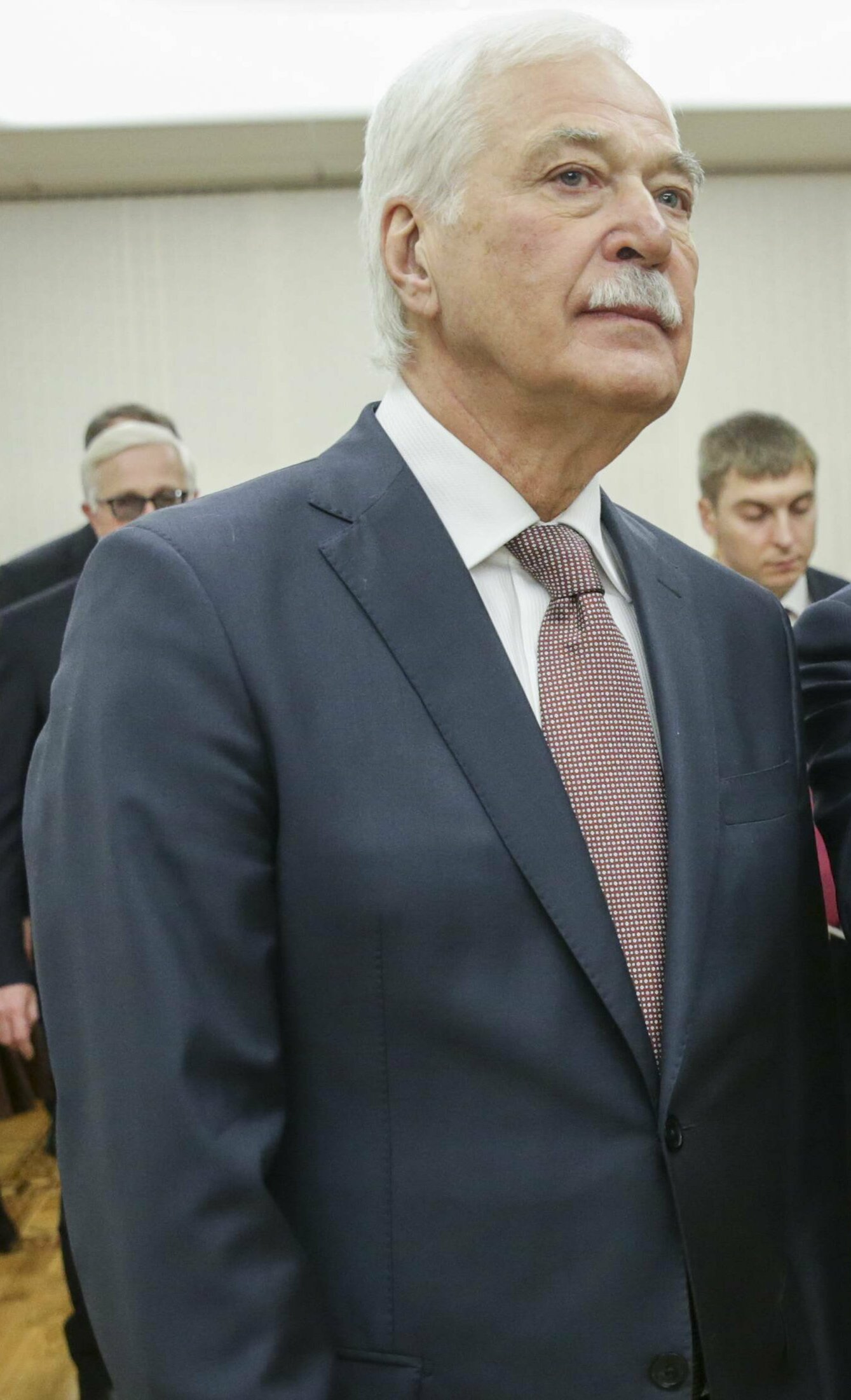
بوريس فياتشيسلافوفيتش غريزلوف، سياسي.
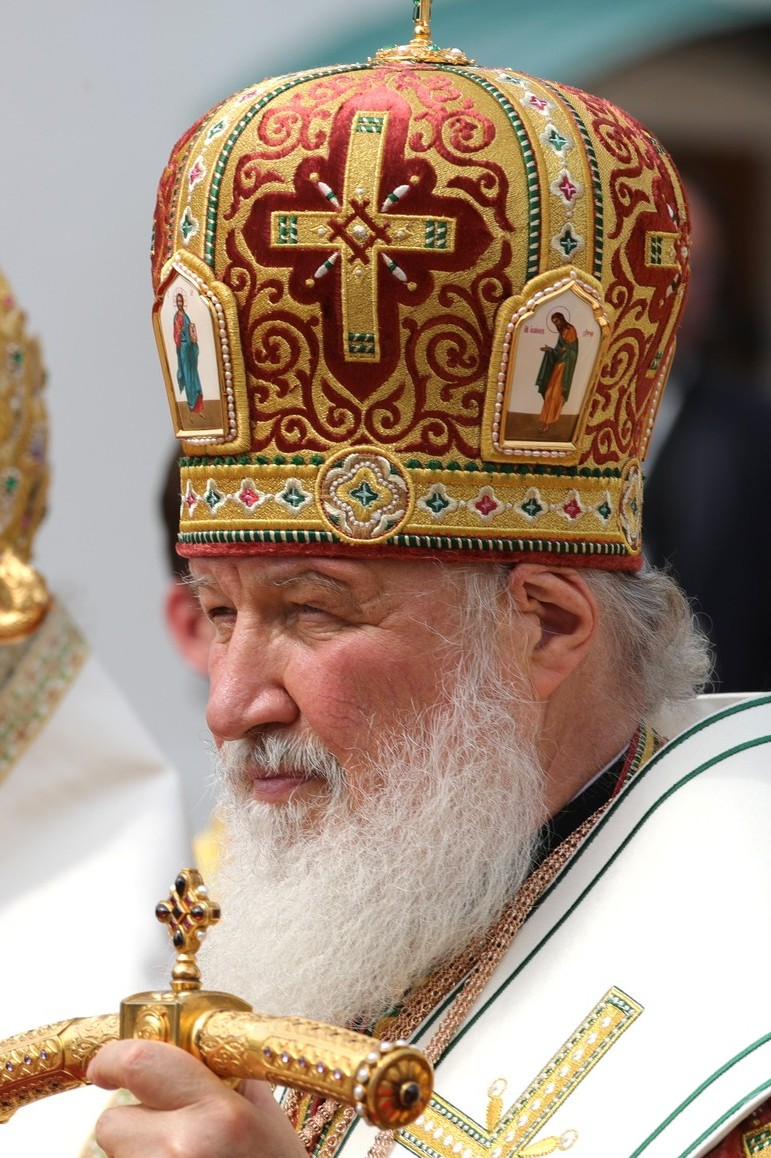
بطريرك الأرثوذكس الروسي، كيريل الأول من موسكو
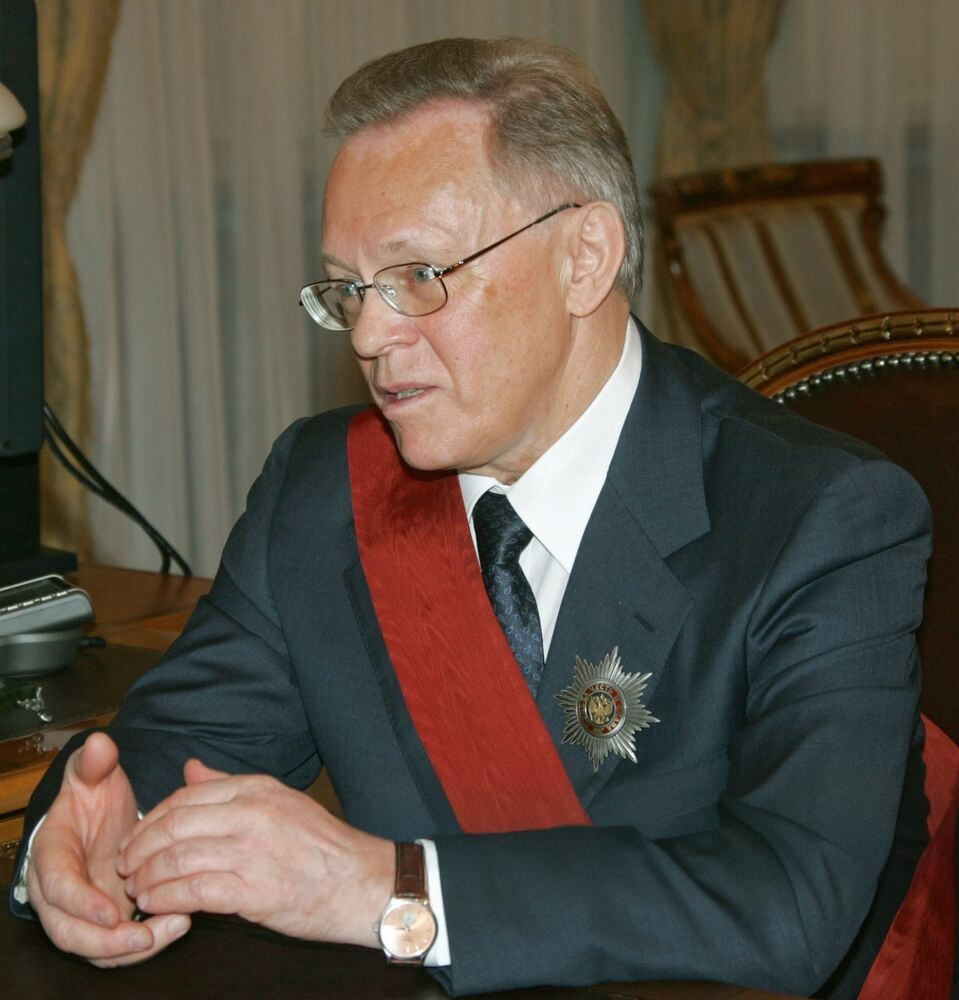
عالم الرياضيات يوري سيرجيفيتش أوسيبوف
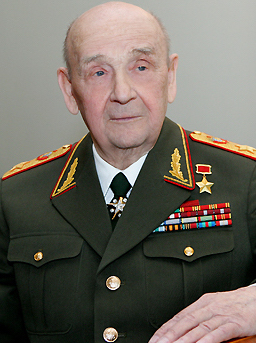
المارشال سيرجي ليونيدوفيتش سوكولوف
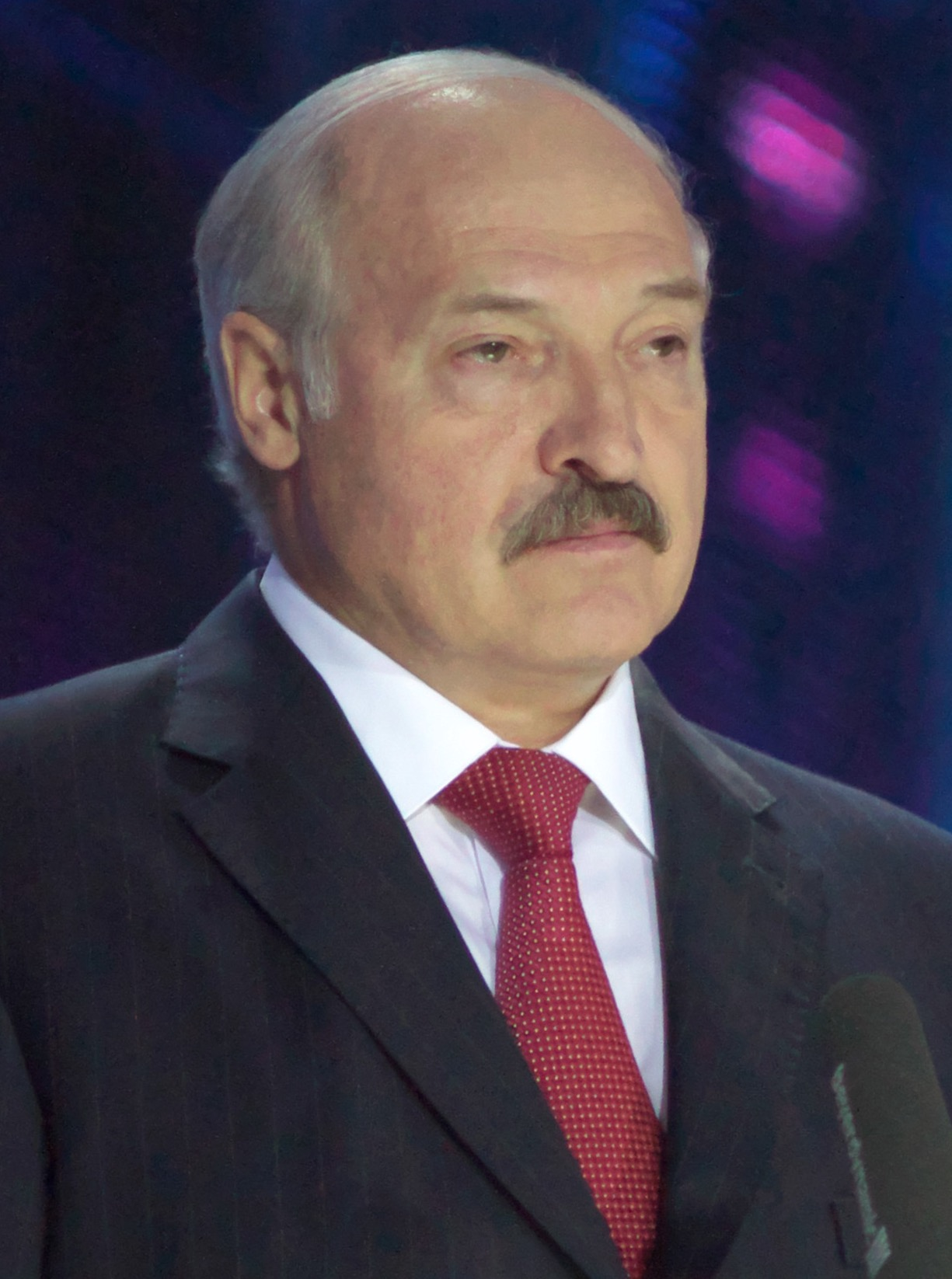
ألكسندر لوكاشينكو، رئيس بيلاروسيا
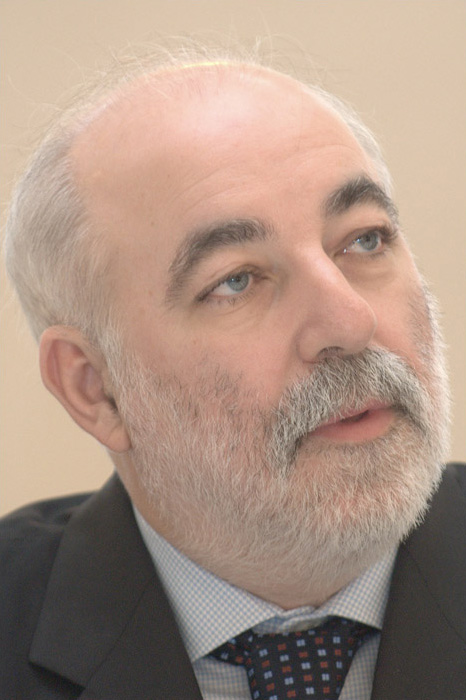
فيكتور فيكسلبيرغ، رجل أعمال.
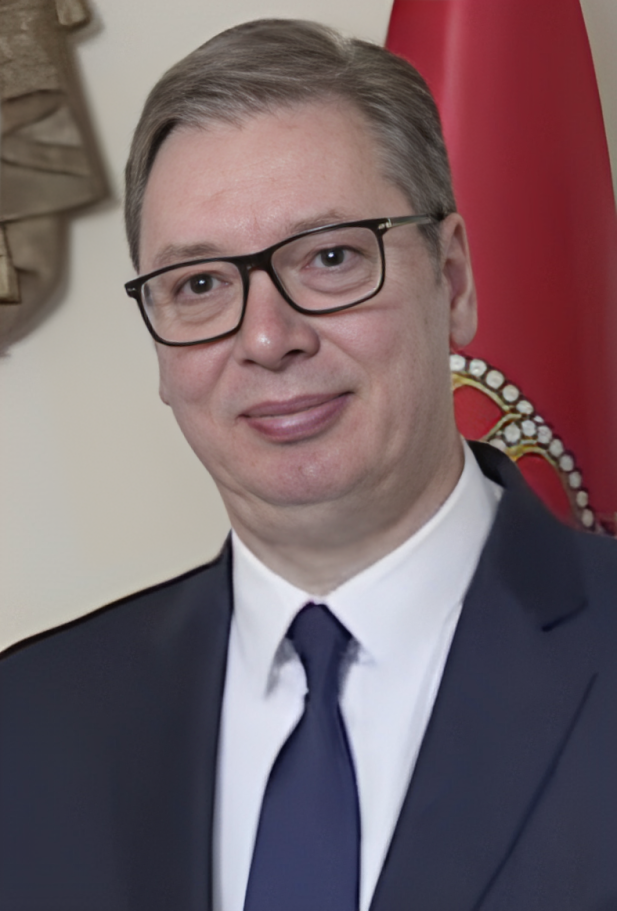
ألكسندر فوتشيتش رئيس صربيا
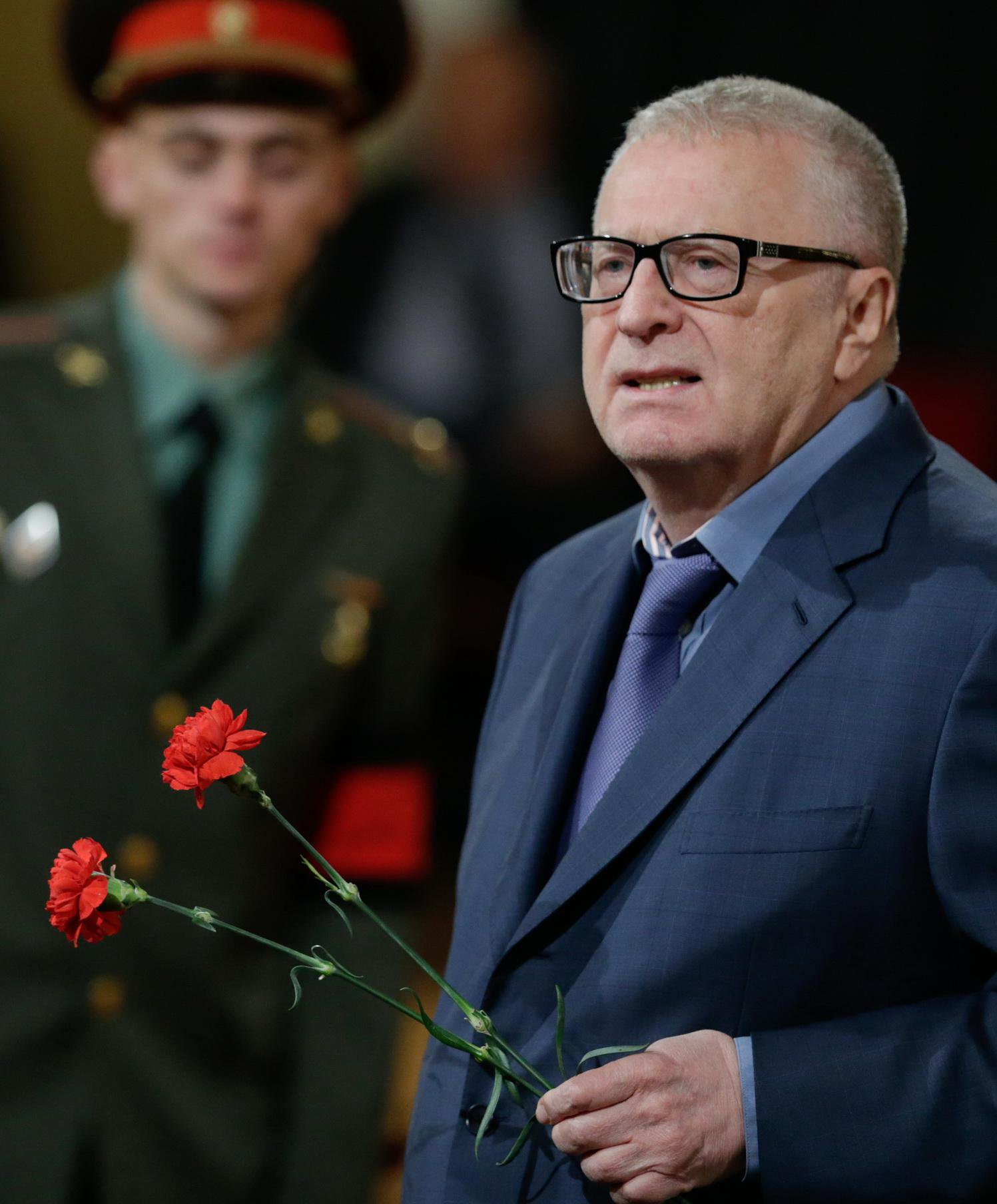
فلاديمير جيرينوفسكي، سياسي.
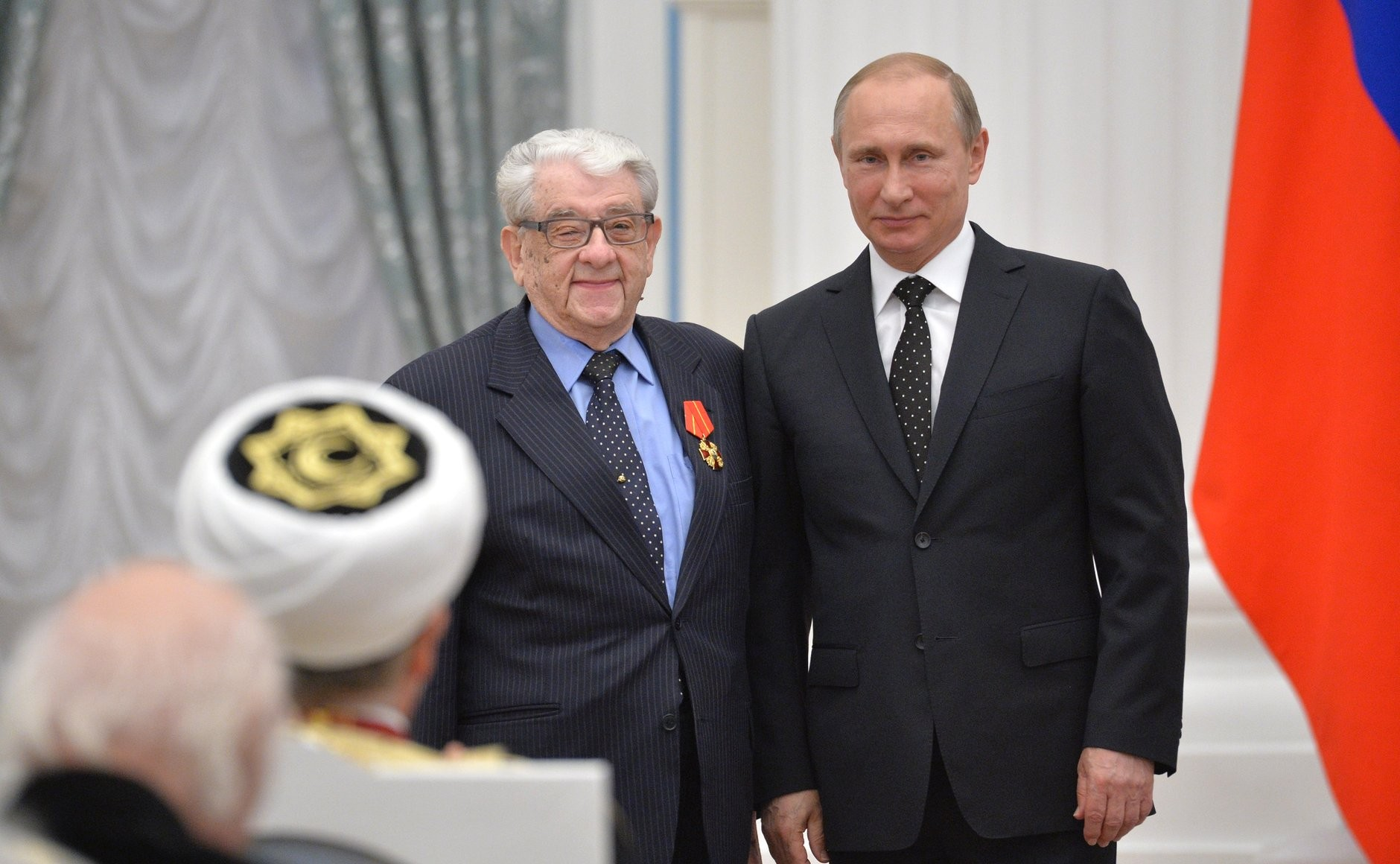
فالنتين زورين، معلق سياسي.